# جعران (إب)
جعران

تعديل مصدري - تعديل

جعران هي إحدى قرى عزلة المقاطن بمديرية إب التابعة لمحافظة إب، بلغ تعداد سكانها 715 نسمة حسب تعداد اليمن لعام 2004.